# Colymbetes dahuricus
Colymbetes dahuricus là một loài bọ cánh cứng trong họ Bọ nước. Loài này được Aubé miêu tả khoa học năm 1837.